# フラウィウス・バウト
フラウィウス・バウト（ラテン語: Flavius Bauto、? - 388年以前）は、4世紀のフランク人で、ローマ帝国の政治家および軍人。385年の執政官。

## 生涯
フラウィウス・バウトはライン川の東岸で育ったとされる4世紀のフランク人で、ローマ帝国の政治家および軍人として活躍した。
ウァレンティニアヌス1世の没後は、同じくフランク人であったメロバウデスやリコメルらとともに幼少な2人の皇帝グラティアヌスとウァレンティニアヌス2世の後見人として政務を代行した。
377年頃から、蛮族との争いに苦しむ東ローマ皇帝ウァレンスを支援するため皇帝グラティアヌスによって東方へと派遣され、東西の連合軍を指揮して幾度となくゴート族の集団と戦った。378年にはラエティアにおいてもアラマンニ人を相手に勝利を収めている。ウァレンスが378年にハドリアノポリスの戦いで戦死した後もバウトはウァレンスの後任として西の宮廷より派遣されてきたテオドシウス1世を支えて各地を転戦し、382年頃まで東方の混乱の収拾に努めた。380年、バウトは帝国西半のマギステル・ミリトゥムに任命された。
383年にブリタンニアのローマ軍団がマグヌス・マクシムスをローマ皇帝として宣言してグラティアヌスを殺害すると、バウトはテオドシウスの軍団を率いてマキシムスと対陣した。しかしマクシムスと旧知の間柄であったテオドシウス1世にはマクシムスと争う意思がなかったようで、テオドシウスはミラノ司教アンブロシウスを調停役としてマクシムスと和議を結んだ。さらに翌384年にはテオドシウス自らイタリアへと赴き、マクシムスを共同皇帝と認めるようウァレンティニアヌス2世を説得した。テオドシウス1世がマキシムスと講和した後は、バウトは西の宮廷に戻ってウァレンティニアヌス2世の後見人として西方の防衛に専念した。385年に執政官に任命されたが、まもなく（遅くとも388年までには)死亡した。
バウトは古代ローマの伝統宗教の熱心な信者であった。ミラノ司教のアンブロシウスとは友人であったが、アンブロシウスが382年にグラティアヌスを威迫して元老院から古代ローマの祭壇を撤去させたときにはバウトはアンブロシウスに反対している。また、384年には首都長官クィントゥス・アウレリウス・シュンマクスらとともに、祭壇を元老院に帰すようウァレンティニアヌス2世に働きかけている。

## 一族
バウトの妻は、リコメルの姉妹だったとされる。バウトの娘アエリア・エウドクシアは、395年にテオドシウス1世の長男アルカディウスと結婚し、401年に後の東ローマ皇帝テオドシウス2世を生んだ。アンティオキアのヨハネスによれば、アルボガストもバウトの子であったとされるが、現代の歴史家たちは疑わしいとしている。